# Erich Schmidt (zapaśnik)
Erich Schmidt (ur. 27 lutego 1925 w Völklingen, zm. 24 września 2009 tamże) – zapaśnik z Protektoratu Saary i RFN walczący w stylu klasycznym. Olimpijczyk z Helsinek 1952, gdzie zajął ósme miejsce w kategorii do 67 kg.
Mistrz Niemiec w 1953 roku.

## Letnie Igrzyska Olimpijskie 1952
| Konkurencja          | Rundy eliminacyjne   | Rundy eliminacyjne       | Rundy eliminacyjne | Klas. końcowa |
| Konkurencja          | Przeciwnik I         | Przeciwnik II            | Przeciwnik III     | Miejsce       |
| -------------------- | -------------------- | ------------------------ | ------------------ | ------------- |
| 67 kg styl klasyczny | Kamil Husajn (EGY) P | Jeorjos Petmezas (GRE) Z | Jan Cools (BEL) Z  | 8.            |